# ميخائيل بلاكستاد
ميخائيل بلاكستاد (بالإنجليزية: Michael Blakstad)‏ هو منتج تلفزيوني بريطاني، ولد في 18 أبريل 1940 في بينانق في ماليزيا.

## وصلات خارجية
- ميخائيل بلاكستاد على موقع IMDb (الإنجليزية)